# Elisa Hall
Elisa Hall, ook bekend als Elise Hall of Mrs. Richard J. Hall (1853 - 1924) was een amateursaxofoniste en een bekende kunstmecenas uit Boston. Ze was directeur van de Orchestral Club of Boston. Ze werd voornamelijk bekend doordat Claude Debussy een Rhapsodie voor haar schreef.

## Leven
Elisa Hall was een opvallend persoon in meerdere opzichten. Ze studeerde aan het Parijse Conservatorium en was de eerste amateur die optrad met het Boston Symphony Orchestra. Haar man was chirurg en een plaatselijke beroemdheid en de familie was rijk. Elisa Hall was het hart van het muziekleven in Boston, en richtte samen met de uit Frankrijk afkomstige hoboïst Georges Longy een amateurorkest op. Dit orkest speelde werken van vele tegenwoordig zeer notabele componisten. Door de bemoeienis van Elisa Hall werd niet enkel de Franse muziek in de Verenigde Staten gepromoot, maar werd ook een grote impuls gegeven aan het repertoire voor saxofoon. Tussen 1900 en 1920 werden 22 werken op haar verzoek geschreven, die ze zelf uitvoerde. Elisa Hall speelde saxofoon op doktersadvies. Haar arts adviseerde om saxofoon te spelen om haar toenemende doofheid tegen te gaan. (Helaas werd ze op een gegeven moment toch compleet doof.) Hoewel de technische vaardigheid van Elisa Hall op het instrument beperkt scheen te zijn geweest was ze wel een vrouw met smaak waar het de concertprogrammering betrof. Ze speelde werken van Hector Berlioz, Georges Bizet, Ernest Chausson, Emmanuel Chabrier, Paul Dukas, Gabriel Fauré, César Franck, Jules Massenet, Charles-Marie Widor en anderen. Haar open houding naar nieuwe muziek leidde tot de ontdekking van stukken van uiteenlopende componisten, van Claude Debussy tot Vincent d'Indy.

## Rapsodie van Debussy
Rond 1895 ontving Debussy een opmerkelijke opdracht voor een nieuw stuk. Een Amerikaanse beschermvrouwe van de kunst, Elisa Hall uit Boston speelde saxofoon, een instrument dat toen nog relatief nieuw was. Ze probeerde repertoire op te bouwen door opdrachten aan bekende componisten te geven voor nieuw werk. Ze betaalde Debussy voor de opdracht voor een werk voor saxofoon en orkest. Maar nadat Debussy betaald was vergat hij compleet om het werk te schrijven en gaf het geld uit. Pas enige jaren later in 1908 stond Elisa Hall plotseling voor de deur bij Debussy in Parijs met de vraag of Debussy zijn werk al af had. Debussy hield niet van opdrachtwerk en wist ook weinig van de mogelijkheden en techniek van de saxofoon. Hij schreef op 8 juni 1908 aan de Messager  ‘De Amerikanen zijn spreekwoordelijk taai en vasthoudend. De saxofoon-lady arriveerde in Parijs in de 58 Rue Cardinet, acht of tien dagen geleden, en informeert naar haar stuk. Natuurlijk verzekerde ik haar dat, met uitzondering van Ramses II, het het enige onderwerp was dat mijn gedachten bezig hield. Hoe dan ook, ik ben er voor gaan zitten, dus hier sta ik, wanhopig zoekend naar nieuwe combinaties om dit waterige instrument te tonen ... Ik heb er even hard aan gewerkt als in de goeie oude tijd van Pelléas ...'

De uiteindelijke compositie werd door Debussy gespreid over een periode van enige jaren. Debussy werkte eraan met tussenpozen van 1901 tot 1908. In dat laatste jaar stuurde hij zijn werk op naar Elisa Hall in een versie voor piano en saxofoon. Pas in 1919, een jaar na Debussy's overlijden, werd het werk georkestreerd door de Franse componist Jean Roger-Ducasse.
Het werk duurt ongeveer 10 minuten en is getiteld Rhapsodie. Uit het werk zelf blijkt dat Debussy niet in de virtuoze mogelijkheden van de saxofoon geïnteresseerd was, maar wel in de klankmogelijkheden. De saxofoon wordt als exotisch instrument ingezet waarbij Spaans-Moorse invloeden en oriëntaalse invloeden in de melodiek en harmonie hoorbaar zijn.
Opmerkelijk aan het stuk is dat de inleiding een fraaie saxofoonsolo bevat, maar dat de saxofoon in de rest van het stuk eigenlijk veel minder solistisch maar meer als orkestinstrument wordt behandeld.

## Trivia
De Franse saxofonist Claude Delangle droeg een cd aan Elisa Hall op onder de titel: 'Saxophone for a Lady'.
- Library of Congress Control Number: nr2001022277
- Virtual International Authority File: 14696625
- WorldCat: E39PBJqFTjkgf6yqrGqbJ8yw4q